# Tetefortina lohenae
Tetefortina lohenae är en insektsart som beskrevs av Marius Descamps och Wintrebert 1965. Tetefortina lohenae ingår i släktet Tetefortina och familjen Euschmidtiidae. Inga underarter finns listade i Catalogue of Life.